# Vědomost
Vědomost je poznatek, který je osvojený nějakou formou učení. Představuje osvojená, tj. pochopená a zapamatovaná fakta a vztahy mezi nimi (v podobě pojmů, pravidel, pouček, zákonů, vzorců, značek atd.). V závislosti na počtu, hloubce, šířce, správnosti a délce trvání platnosti vědomostí lze dosáhnout různých stupňů poznání.